# Галциняно Терме
Галциня̀но Тѐрме (на италиански: Galzignano Terme; на венециански: Galzignan, Галцинян) е малко градче и община в Северна Италия, провинция Падуа, регион Венето. Разположено е на 22 m надморска височина. Населението на общината е 4436 души (към 2010 г.).